# Stolnica sv. Martina, Mainz
Stolnica v Mainzu ali Stolnica svetega Martina (nem.: Mainzer Dom, Martinsdom ali - uradno - Der Hohe Dom zu Mainz), se nahaja v bližini zgodovinskega centra in peš cone ob mestnem trgu v mestu Mainz, Nemčija. Ta 1000 let stara rimokatoliška stolnica je škofovski sedež škofa Mainza.
Stolnica v Mainzu je pretežno romanska, kasneje pa so razne obnove in rekonstrukcije povzročile, da daje danes videz različnih arhitekturnih vplivov. Obsega tri ladje in je posvečena svetemu Martinu iz Toursa. Vzhodni kor je posvečen svetemu Štefanu.
V notranjosti stolnice so številni grobovi in nagrobni spomeniki nekdanjih močnih volilnih knezoškofov in drugo kiparsko okrasje, ki segajo tisočletje nazaj. Stolnica ima tudi osrednje dvorišče oziroma križni hodnik in kipe Sv. Bonifacija in Marije.

## Konstrukcija romanske stolnice
Cerkev svetega Janeza, nato Sv. Salvatorja, ki jo je posvetil leta 911 nadškof Hatto I., je služila kot stolnica škofu Mainzu do imenovanja Svetega Viligisa kot nadškofa leta 975.

### Villigsova nova stolnica
V Viligisovem času je mesto Mainz gospodarsko cvetelo. Viligis je postal eden od najvplivnejših politikov tistega časa, bil je tudi regent cesarstva med letoma 991 in 994. Naročil je gradnjo nove stolnice v predromanski otonski arhitekturi. Nova in mogočna stavba je bila del Viligisove vizije Mainza kot »drugega Rima«. 
Ta nova stolnica naj bi prevzela funkcije dveh cerkva: stare stolnice in cerkve Sv. Albana, ki je bila največja cerkev na območju in je spadala k benediktinski opatiji. Služila je kot grobnica za škofe in druge plemiče, vključno Fastrad, soproge Karla Velikega. Večina sinod in drugih pomembnih srečanj je potekalo v samostanu Sv. Albana.
Nova stolnica je imela dva kora in dva transepta. Glavno poslopje je bilo zgrajeno v značilnem triladijskem tlorisu križa. Kot je bilo običajno v tistem času, obok ni bil vključen zaradi strukturnih težav, povezanih z velikostjo objekta. Iz cerkve se je vzdigovalo šest stolpov. Križni hodnik je bil zaprt v zgradbi, majhna samostojna cerkvica, Marijina cerkev, je bila povezana s kolonado. Ta cerkvica se je kasneje razvila v kolegijsko cerkev sv. Marije ad Gradus.
Za gradnjo je bil uporabljen kot primarni gradbeni material rdečkast lokalni peščenjak. Notranjost je bila pod nadškofom Bardom, verjetno v sredini 10. stoletja, belo ometana. V času prenove, ki jo je naročil Henrik IV. v poznem 11. stoletju, so ometali tudi veliko zunanjosti, le venčna sima (gejzon) je ostala izpostavljena v svoji izvirni rdeči in rumeni barvi. Menijo, da se je obarvanost stolnice večkrat spremenila.
Stolnica je utrpela največjo škodo zaradi požara na dan njene posvetitve leta 1009. Nadškof Bardo (Bardo iz Oppertshafena) je predsedoval zaključku stolnice, ki se je začela graditi pod Svetim Viligisom. Sveti Viligis je bil pokopan v cerkvi Sv. Štefana leta 1011. Leta 1037 so bili glavni deli trupa gotovi.

### Dva kora
Razlog za izgradnjo dveh korov ni povsem jasen. Mnogi raziskovalci pravijo, da obstaja nekakšen simbolni pomen, kot imperij in cerkev ali telo in duša, a ne obstaja neizpodbiten dokaz za take teorije. Drugi trdijo, da je imela gradnja funkcionalen namen za obredne procesije. Ne glede na prvotni namen dveh prezbiterijev, je bil vzhodni kor namenjen množicam vernikov, zahodni prezbiterij pa je bil rezerviran za škofa in duhovščino.

#### Bardov zahodni kor
V večini stolnic tistega časa, je glavni prezbiterij ležal na vzhodni strani. Sveti Viligis pa je zasnoval svojo stolnico z glavnim prezbiterijem na zahodu, menda po vzoru velikih bazilik v Rimu, ki so bile zgrajene na ta način. (Viligisova zasnova presenetljivo spominja na staro baziliko svetega Petra.)
Kor je bil hudo poškodovan v požaru leta 1009 in je ostal tak še pod nadškofoma Erkanbaldom in Aribom. Oltar je bil dokončno rekonstruirana pod Bardom. Nato je tam pokopal svojega predhodnika Ariba, še preden je bil preostali del stolnice končan.

#### Henrika IV. vzhodni kor
Leta 1081 je ogenj spet zajel stolnico in videz Salijskega zahodnega dela ni znan. Leta 1100 je Henrik IV. odredil rekonstrukcijo v starem lombardskem slogu. Stari ravni kor na vzhodni strani je bil zamenjana z veliko apsido, ki je imela zunanjo galerijo z ozkimi arkadami na kratkih stebrih, okronano s polkrožno steno s širokimi psevdo arkadami in visokimi pilastri na obeh straneh. Nov kor je imel triladijsko grobnico. Poškodovan kvadratni stolp je bil nadomeščen z osmerokotno kupolo, nad katero je bil kasneje dodan osmerokotni stolp. Spremljajoče stopnišče je ostalo od prve stolnice. Te spremembe so zelo podobne tudi obnovi stolnice v Speyerju nekaj let prej.
Henrik je naredil tudi nekaj drugih manjših sprememb, kot so dvig transepta na vzhodni strani in dodane odprtine na ravni stebrov. Portali stebrnega nivoja so bili zgrajeni med prvimi.
Henrik je umrl leta 1106, preden so bile njegove spremembe dokončane. Z njegovo smrtjo so sredstva za obnovo stolnice usahnila in tako je bila preostala gradnja opuščena. Stolnica v Mainzu velja za eno od treh cesarskih stolnic (Kaiserdome) Svetega rimskega cesarstva, skupaj s stolnico v Wormsu in Speyerju.

### Evolucija glavne ladje
Nadškof Adalbert I. iz Saarbrückna (1110-1137) je imel dvonadstropno kapelo z imenom Gotthard, kot uradno palačno kapelo poleg stolnice. Menijo, da je prav tako odredil obnovo glavnega dela stolnice, predvsem zaradi podobnosti med glavno ladjo in oboki nove kapele.
Zasnova za prenovo je bila ponovno vzeta iz romanske stolnice v Speyerju. Tokrat brez cesarjevega denarja graditelji niso imeli sredstev za nakup kakovostnega peščenjaka, ki se je uporabljal v času Henrikove prenove. Namesto tega so uporabljali apnenec. Tudi drugi elementi prenove so bili veliko cenejši in ekstravagantnemu slogu stolnice v Speyerju so se v veliki meri izognili.
Osrednja cerkvena ladja je bila zgrajena neverjetnih 28 metrov visoko in je pet metrov nižja od tiste v Speyerju. Zdi se, da so bili slepi loki mišljeni, da bi vključevali okna, kot v Speyerju, vendar višina strehe tega ni dovoljevala. Nastal je učinek treh ravni, zaradi lokov, ki se končajo pred okni, kar je bila novost v arhitekturi.
Glavna ladja je bila dodatno obnovljena v 12. stoletju. Celotno zunanjo steno konstrukcije so sčasoma zamenjali. Okoli leta 1200 je bil strop nadomeščen z rebrastim obokom, dokaj novo tehniko za tisti čas.

### Dodatne prenove
Približno v času, ko je bil nameščen rebrast obok je bilo odločeno, da se obnovi zahodno polovico stolnice, ki je ostala razmeroma nespremenjena od Viligisove zgradbe. V nasprotju z vzhodnim delom, ki je bil že prenovljen v visoko romanskem slogu, so te nove spremembe izvedene v pozno romanskem slogu. Nov obok je bil dodan na severni in južni prečni ladji. Velika okna so bila dodana v steno, ki ločuje prečne od glavne ladje. Velika kupola, ki povezuje prečne z glavno ladjo, je okrašena s frizi in stebri.
Dodali so tri majhne apside in dva velika stebra za podporo majhnim stolpom. Na treh odprtih stranicah prezbiterija so bili dodani pedimenti. Na splošno je bil zahodni del stolnice obširno okrašen, da bi se lahko primerjal s prenovljenim vzhodnim delom.

## Post-romanska zgradba in obnova
Že v času obnove na zahodnem delu stolnice, so vpeljali nove arhitekturne sloge, ki so se začeli uveljavljati v tistem obdobju. To so gotski elementi in kasneje tudi baročni.

### Gotski dodatki
Prvi post-romanski dodatek stolnici je bila zahodna korna pregrada. Enako je bilo v naslednjih nekaj stoletjih v gotskem slogu prenovljeno območje križanja ladij. 
Z začetkom leta 1279, so bile oblikovane gotske kapele z velikimi dekorativnimi okni. Leta 1418 je bila, na zahtevo nadškofa Janeza II. iz Nassaua, zgrajena Nassauerjeva kapela, prostostoječa cerkvica v srednji ladji. Gradnjo te kapele pripisujejo Madern Gerthenerju, ki je odgovoren tudi za Spominsko kapelo, zgrajeno v veži na zahodni strani območja križanja ladij.
V tem obdobju so bili obnovljeni tudi stolpi. Zvoniku so dodali dva stolpa na prehodih, na vzhodnem leta 1361 in na zahodnem leta 1418. Ti stolpi so bili zaključeni s piramidnimi strehami v gotskem slogu. (Stolpi so se izkazali za tako težke, da so vzhodni stolp podprli s stebrom, postavljenim leta 1430).
Križni hodnik je bil močno prenovljen. V tem času je bila tudi Liebfrauenkirche popolnoma nadomeščena in označila zadnji del stavbe prenovljene v gotskem slogu. Streha na vzhodnem stolpu je bila zamenjana leta 1579. Po tem na stolnici skoraj dve stoletji ni bilo večjih sprememb.

### Baročni dodatki
Leta 1767 je v zahodni stolp udarila strela in njegova streha je bila pri tem uničena. Leta 1769 je inženir Franz Ignaz Michael Neumann zasnoval novo zanimivo streho stolpa. Vsi stolpi v zahodnem krilu so bili pokriti s to novo baročno kamnito zasnovo, čeprav je bilo dobro poskrbljeno tudi za ohranitev prejšnjih slogov. Fiale pedimentov v kapelah so bile nadomeščene s strukturami v obliki žare. Slavnega petelina (kazalnik vremena), imenovanega Domsgickel so dodali v tem času.
Notranjost stolnice je bila močno pobeljena. Kip svetega Martina je bil pritrjen na strehi zahodnega prezbiterija leta 1769.

### Rekonstrukcija v 19. stoletju
Nadškofija v Mainzu je v poznem 18. stoletju močno trpela. Po vdoru francoskih revolucionarnih sil leta 1792, je bil Mainz napaden od pruskih vojakov, zmaga leta 1793 je privedla do konca Republike. Ta napad je poškodoval velik del stolnice, zlasti vzhodno krilo, križni hodnik in Liebfrauenkirche, ki je bila porušena leta 1803 (leto, ko je Mainz izgubil svojo nadškofijo in postal navadna škofija). Stolnica je bila več let uporabljena kot vojaško taborišče, prodane so bile velike količine artefaktov, lesene notranje dele so uporabili za kurjavo.
Škof Colmar (1802-1818) je bil, s podporo Napoleona, postavljen v prizadevanju za obnovo. Ta prizadevanja so bila prekinjena z nastanitvijo potreb za francosko vojsko leta 1813. Stolnica je bila uporabljena kot cerkev prvič po enajstih letih, leta 1814. Leta 1831 so bile reparacije večinoma zaključene. Glavna sprememba v stavbi je bila železna kupola na glavnem vzhodnem stolpu, arhitekta Georga Mollerja. Ta kupola je bila odstranjena leta 1870, ker je bila pretežka.
Po tem se je Pierre Cuypers zavezal za dolgotrajna restavratorska dela. Podporni steber v vzhodnem križiščnem stolpu je bil odstranjen, ker težek zvonik ni več stal. Kripta v vzhodnem prezbiteriju je bila obnovljena, ne pa tudi izvirni deli iz časa Henrika IV. Ob zaključku teh rekonstrukcij, je bil leta 1875 zgrajen neoromanski stolp na prostoru vzhodnega križiščnega stolpa.
V tem času je bila stolnica enkrat prebarvana. Velike in barvne freske, vključno z nekaterimi Filipa Veita, so naslikali za dekoriranje notranjosti stolnice.

### Restavriranje v 20. stoletju
Prizadevanja za ohranitev stolnice pred nadaljnjo škodo so se začela v letu 1900. Regulacija reke Ren je povzročila znižanje podtalnice, lesene podkonstrukcije so postale gnile, temelji so začeli propadati in treba jih je bilo zamenjati. Za začetek so leta 1909 stare temelje podprli. Dela so bila ustavljena leta 1916 zaradi prve svetovne vojne. Med letoma 1924 in 1928 so bili temelji popolnoma okrepljeni z novimi iz betona. Beton in jeklo sta bila uporabljena za sidranje stolpov in glavnega oboka.
Nova so bila tla, izdelana iz rdečega marmorja. Arhitekt Paul Meyer-Speer je spremenil notranje stene s pisanim peščenjakom, odstranil večino Veitovih slik in obnovil videz podoben prvotni izvedbi Viligis-Bardo. Žal ta restavratorski poseg ni bil stabilen in leta 1959 je večina barve izginila.
V drugi svetovni vojni, je bil Mainz večkrat tarča zavezniških bombnih napadov. Stolnica je bila večkrat zadeta v avgustu 1942. Večina streh je pogorela, zgornji nivo križnega hodnika je bil uničen. Obok je prenesel napade in je ostal nedotaknjen. Poškodovani elementi so bili sanirani avtentično, kot je le mogoče, v procesu, ki se je nadaljeval tudi v letu 1970. Poleg tega je bilo zamenjanega tudi veliko stekla.
Zunaj je bila stolnica pobarvana rdeče, da se je ujemala z zgodovinskimi stavbami v Mainzu. Poleg tega so bila izvedena obsežna čiščenja in obnovitvena dela, ki so se končala leta 1975. V tem letu so praznovali tisoč let od začetka gradnje stolnice.
V letu 2001 so se začela nova restavratorska dela v stolnici in zunaj nje. Pričakujejo, da bodo traja od deset do petnajst let.

## Vladarji v stolnici
Ko je bil Mainz nadškofija, je bila stolnica uradni sedež nadškofije. Iz te stolnice je Friderik Barbarossa, tedaj Sveti rimski cesar, uradno napovedal svojo podporo tretji križarski vojni 27. marca 1188.
V srednjem veku je imel nadškof v Mainzu pravico kronati nemške kralje (in kraljice). Kronanje v Mainzu je podelilo monarhu kraljestvo Nemčije, naknadno v Rimu pa so mu dodelili Sveto rimsko cesarstvo. Ker je bila stolnica večkrat poškodovana, v njej ni potekalo veliko kronanj.
Monarhi, ki so bili kronani v stolnici v Mainzu:
- Agnes de Poitou v 1043, okronal jo je nadškof Bardo
- Rudolf Rheinfeldški (znan kot Rudolf Švabski; uporniški kralj Henrik IV.) 26 marca ali 7. aprila 1077, okronal ga je Siegfried I. Eppstein
- Matilda (pozneje žena Henrika V., 25. julija 1110, okronal jo je Frederick I., Kölnski nadškof
- Filip Švabski, 8. septembra 1198, okronal ga je škof Aimo Tarantaise
- Friderik II. Hohenstaufen, 9. decembra 1212, okronal ga je Siegfried II. Eppstein
- Heinrich Raspe, 22. maja 1246, okronal ga je Siegfried III. Eppstein

## Grobnice
- Bardo (nadškof)
- Wezilo (nadškof)
- Marianus Scotus (irski menih in kroniker)
- Bertold von Henneberg (nadškof in volilni knez)